# クリスティーネ・ランブレヒト
クリスティーネ・ランブレヒト（ドイツ語: Christine Lambrecht、1965年6月19日 - ）は、ドイツの政治家。
ドイツ社会民主党所属。国防大臣、家族・高齢者・女性・青少年大臣、司法・消費者保護大臣を歴任した。

## 来歴
2019年6月27日から第4次メルケル内閣において司法・消費者保護大臣を務め、2021年5月20日からは家族・高齢者・女性・青少年大臣も兼任した。
ショルツ内閣では国防大臣を務めた。